# Alex Denton
Alex Denton är en fiktiv karaktär i spelet Deus Ex: Invisible War.
Alex Denton kan vara både man eller kvinna. Innan man börjar spela Invisible War får man välja om Alex skall vara just man eller kvinna - men det finns ingen större skillnad i spelets gång.
Officiellt tror Alex att han/hon kom från Palm Beach - fast karaktären är egentligen skapad (rättare sagt klonad) i Area 51. JC Denton, Paul Denton och Alex har samma klonbas (Walton Simons hintar om att även han är en del av "Denton-släkten"). I Deus Ex kunde man se Alex, tillsammans med en klon av Simons och Bob Page, i dennes klontank och där såg Alex ut som en man.
Deus Ex-fanatiker har ifrågasatt om det verkligen är Alex som är i klontanken, eftersom Alex klontank är den enda man kan gå igenom utan att skriva in några fusk (kallat noclip) - det vill säga, de argumenterar om att klontanken och människan på insidan bara är ett hologram. Andra säger att det bara är en slumpmässig bug. Man kan kanske fråga sig om de verkligen skulle gjort tre olika slut på första spelet om de redan då visste att de skulle skapa en uppföljare.
Alex spelar huvudkaraktären i Invisible War. I början av spelet är han en student i Tarsus Academy, men snart efter det attackeras Tarsus och studenterna blir tvungna att fly. Genom spelets gång får man som Alex Denton välja mellan olika organisationer som man vill stödja, men huvudmålet är att ta reda på vad Tarsus egentligen gjorde med studenterna, vilka experiment de gjorde där och varför.
Om Alex Denton kommer tillbaka i ett eventuellt Deus Ex 3 är inte känt.